# Кириллов, Сергей Алексеевич
Серге́й Алексе́евич Кири́ллов  (род. 10 мая 1960, Москва) — российский живописец. Заслуженный художник Российской Федерации (1997).
Известность автору принесли работы «Степан Разин», «Княгиня Ольга», «Иван Грозный», «Преподобный Сергий Радонежский», «Дмитрий Донской».

## Биография
В 1984 году окончил Московский государственный художественный институт им. В. И. Сурикова по мастерской Д. К. Мочальского (дипломная работа «Петр Великий»).
Картины художника регулярно публикуются в школьных учебниках по истории, научных монографиях по истории России, исторической художественной литературе.
С 1985 года — член Московского Союза художников, член Союза художников СССР.
Член Союза художников России.
С 1987 года состоялось 24 персональных выставки художника в Москве и других городах России.
Работы хранятся в Государственной Третьяковской Галерее, художественных музеях Переславля, Брянска, Александрова и других городов России.

## Творчество
- «Пётр Великий», 1982—1984
- «Степан Разин», 1985—1988
- «Иван Грозный», 1988—1990
- «Преподобный Сергий Радонежский», 1992
- «Княгиня Ольга», 1993
- «Василий Блаженный. (Моление). Третья часть трилогии „Святая Русь“», 1994
- «Куликово поле», 1995
- «Царь Алексей Михайлович на соколиной охоте)», 1997
- «Дмитрий Донской», 2005
- «Андрей Боголюбский. (Убиение)», 2011
- «Смутное время. Лжедмитрий. (Тело Лжедмитрия на Красной площади 17 мая 1606 года)", 2011-2015
- «Царевич Дмитрий и ведун Андрюша Мочалов. (Углич, 1591 год)", 2015-2019

## Галерея

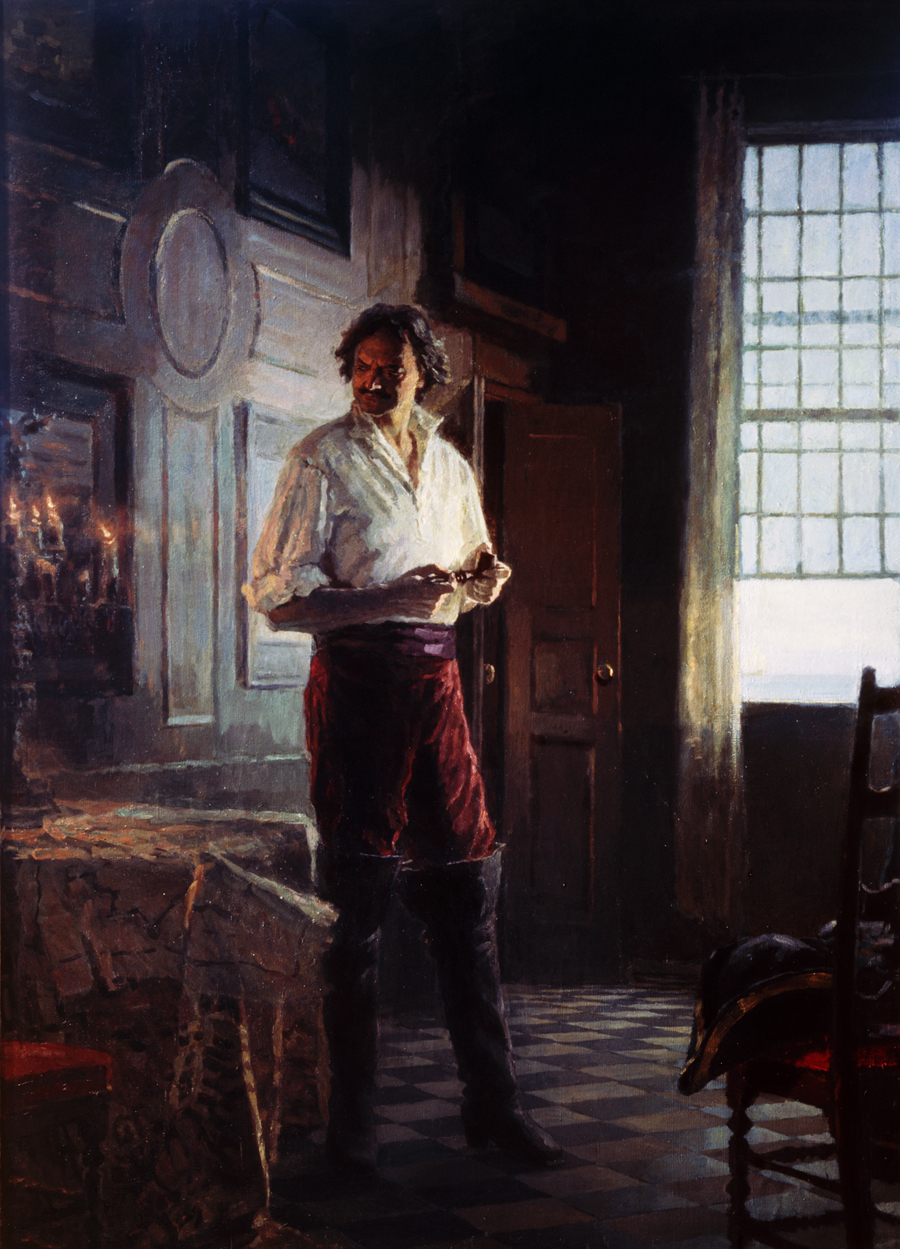
«Пётр Великий». 1982—1984. Х.м. 235×170
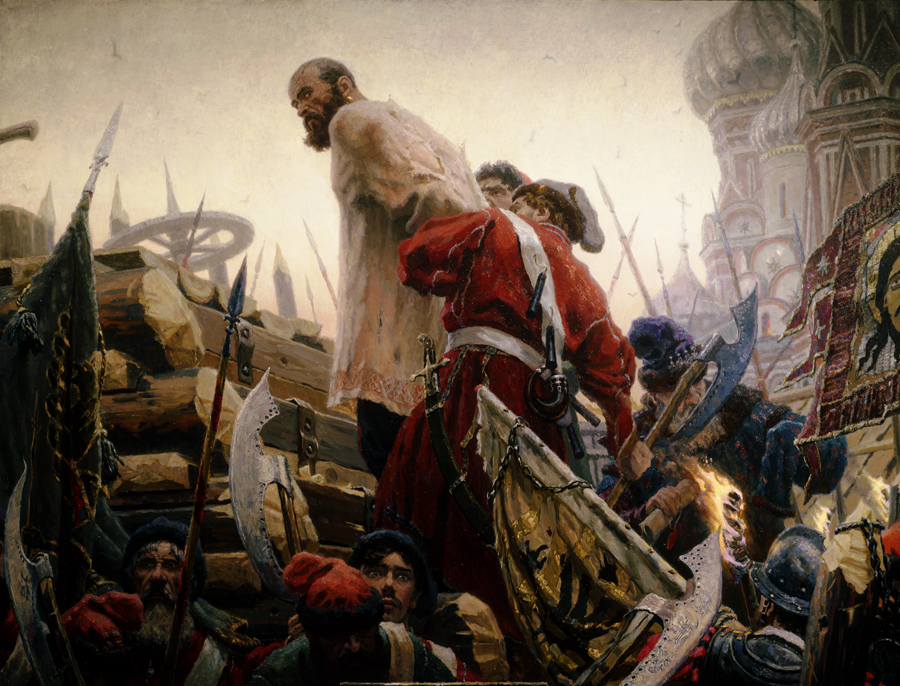
«Степан Разин». 1985—1988. Х.м. 192×252
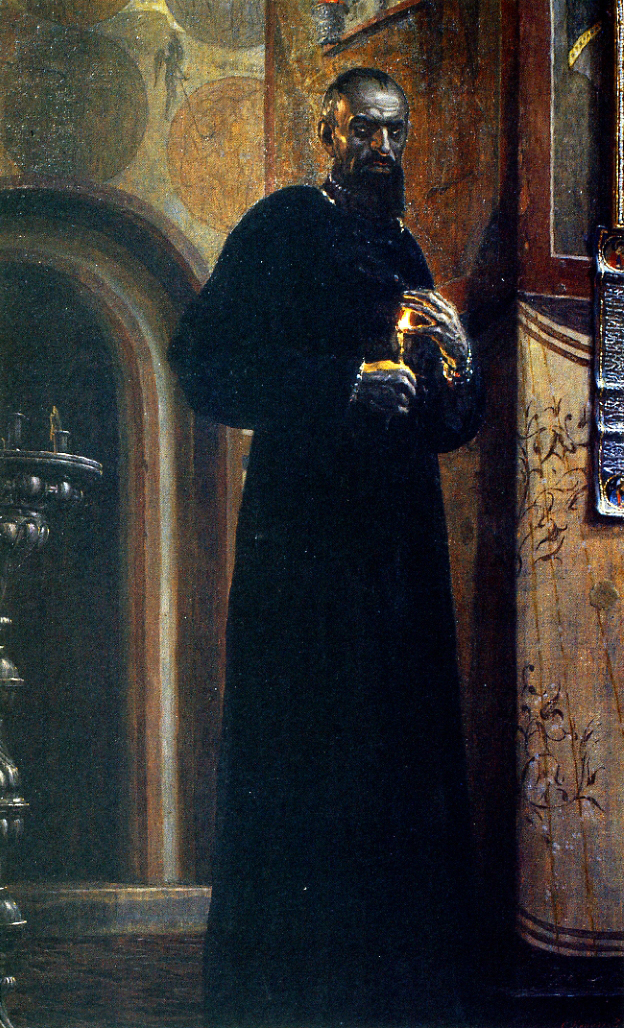
«Иван Грозный». 1988—1990. Х.м. 116×72
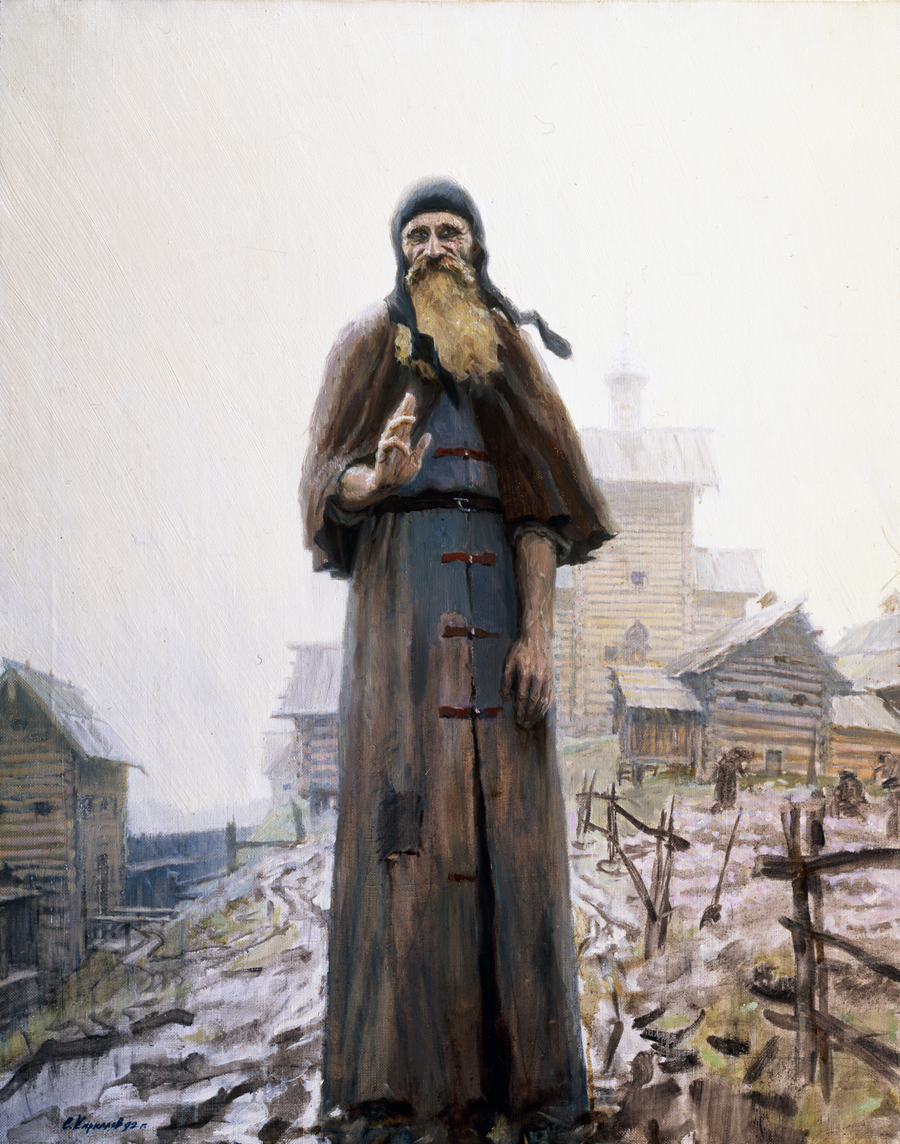
«Преподобный Сергий Радонежский (Благословение)». Вторая часть трилогии «Святая Русь». 1992. Х.м. 100×80
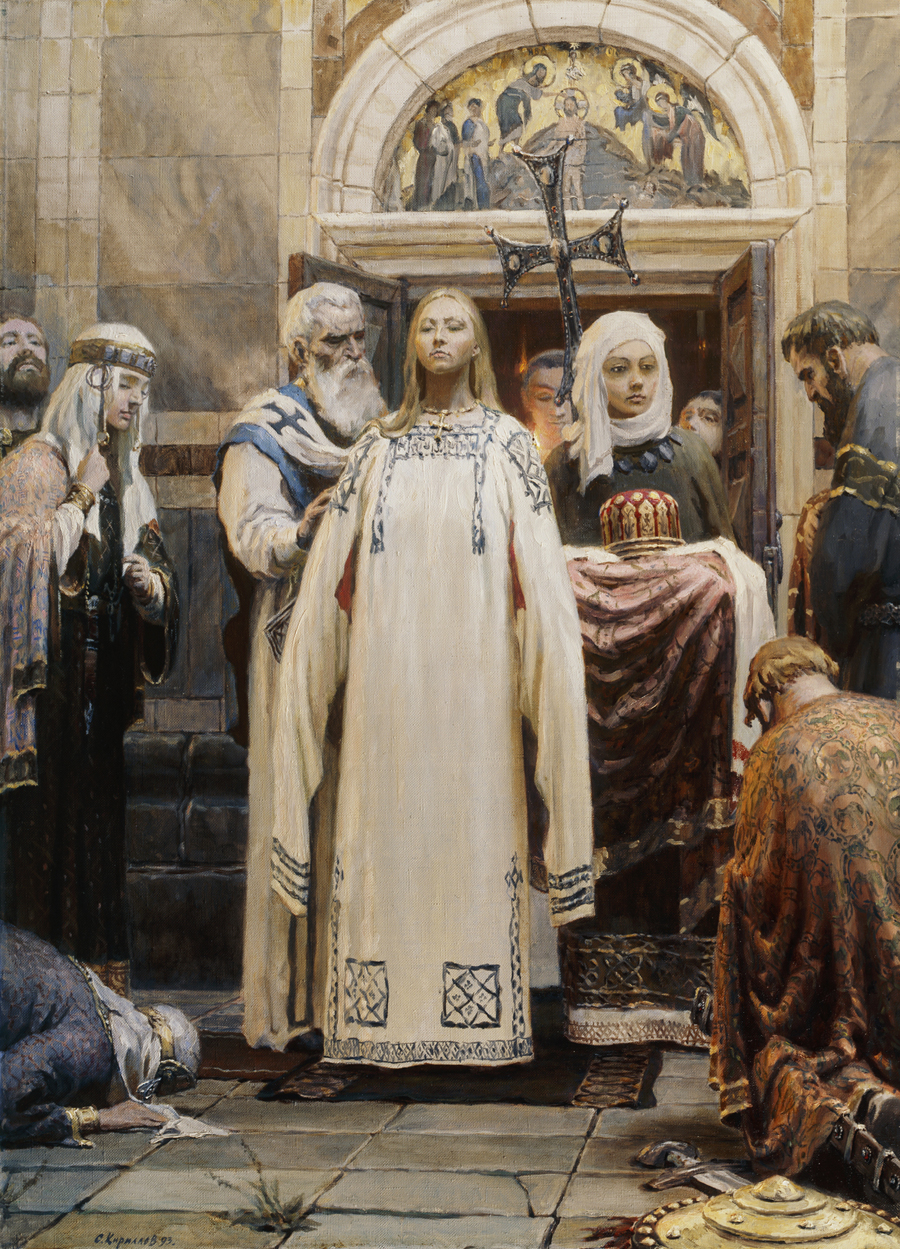
«Княгиня Ольга (Крещение)». Первая часть трилогии «Святая Русь». 1993. Х.м. 140×100
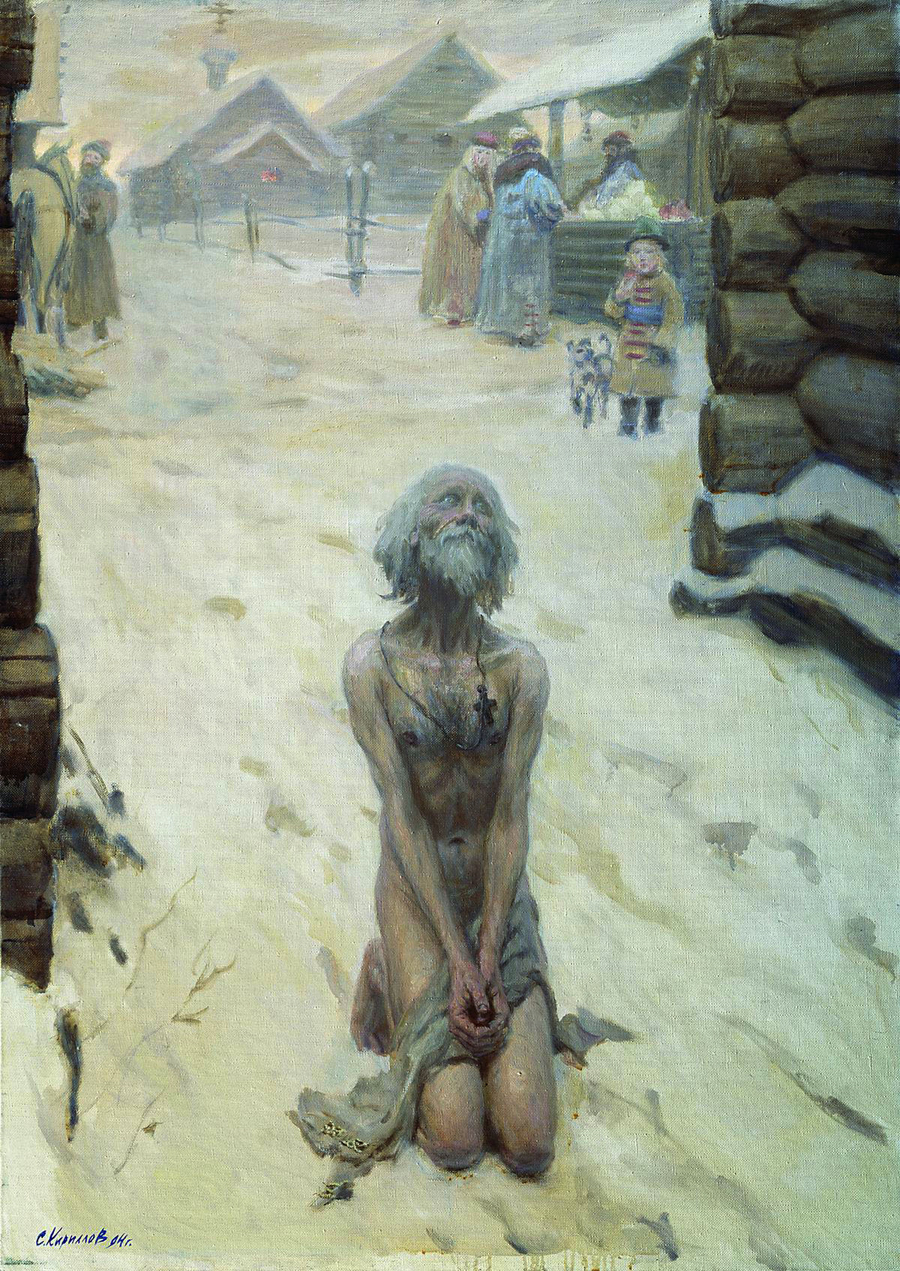
«Василий Блаженный (Моление)». Третья часть трилогии «Святая Русь». 1994. Х.м. 140×100
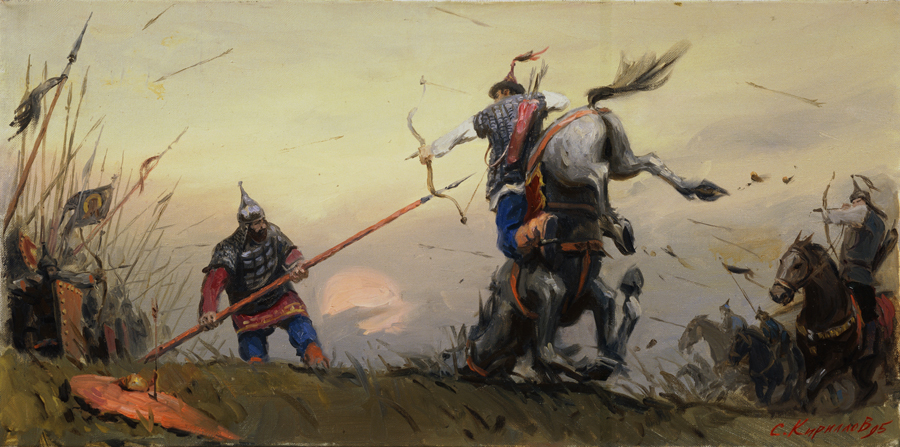
«Куликово поле». 1995. Х.м. 50×100
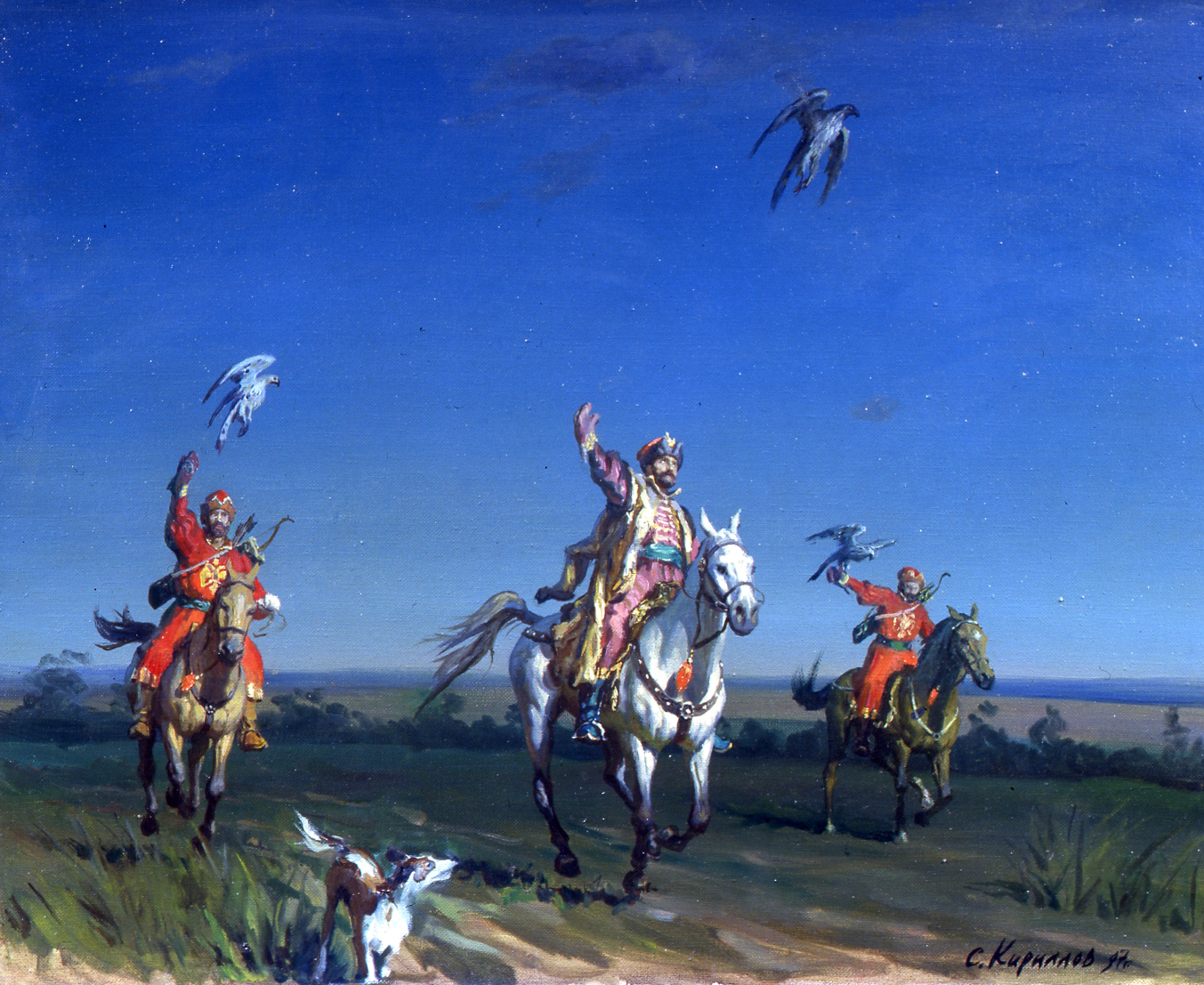
«Царь Алексей Михайлович на соколиной охоте». 1997. Х.м. 80×100
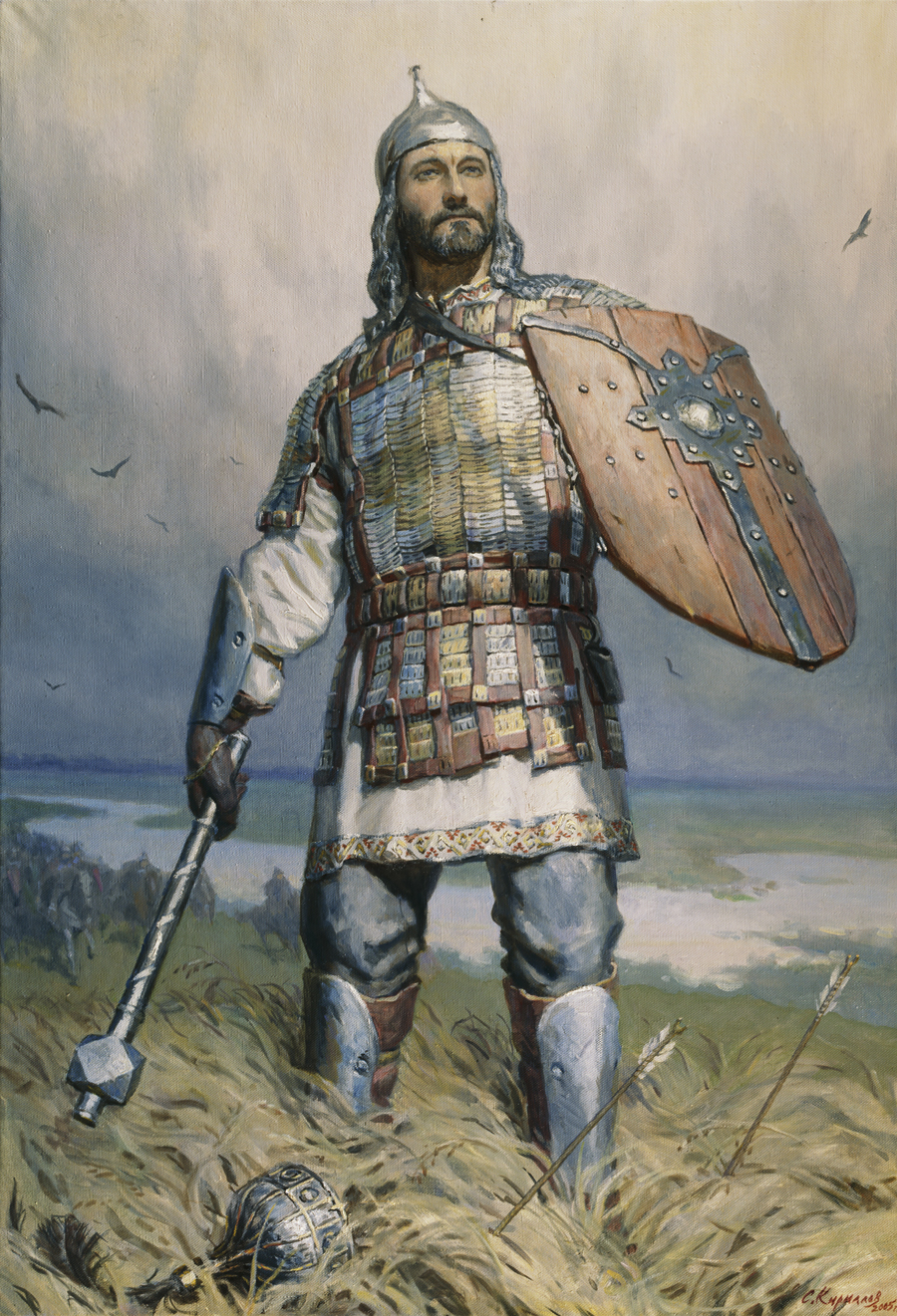
«Дмитрий Донской». 2005. Х.м. 160×110
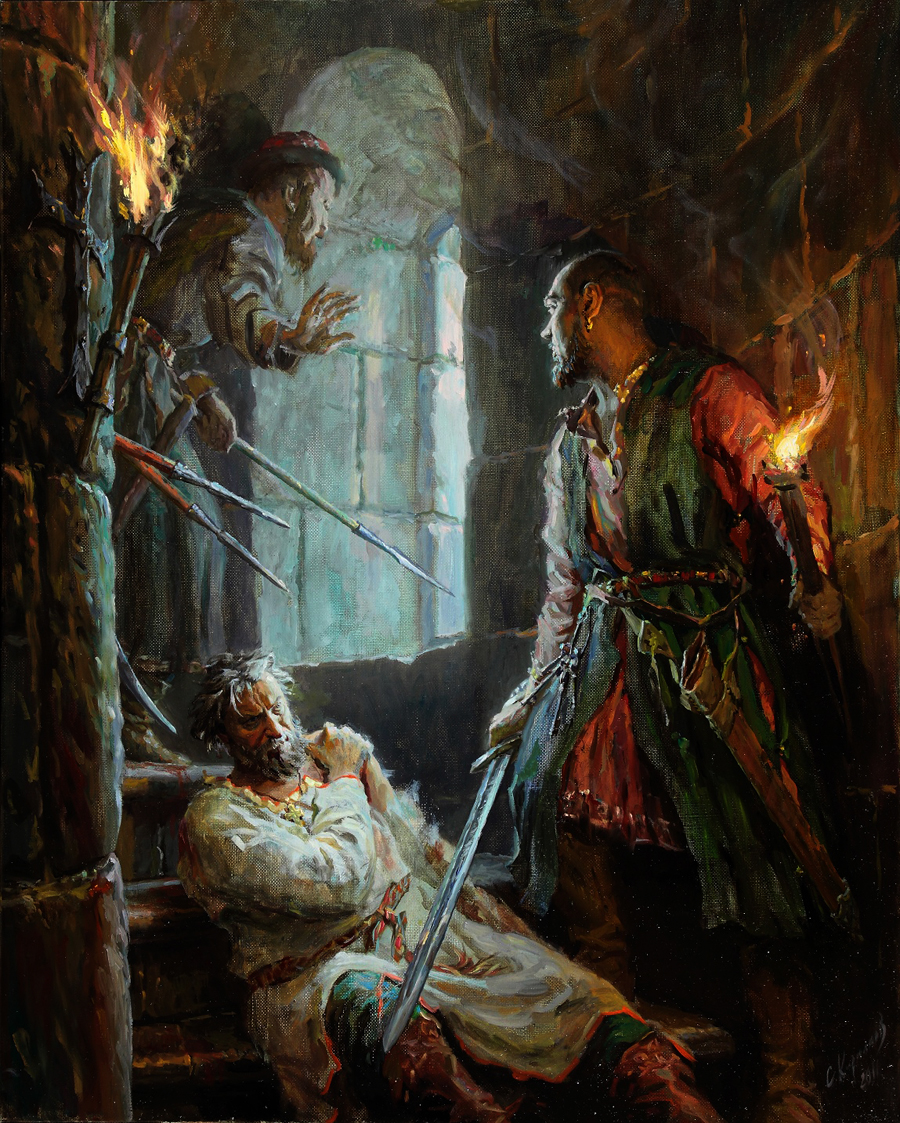
«Андрей Боголюбский (Убиение)». 2011. Х.м. 100×80
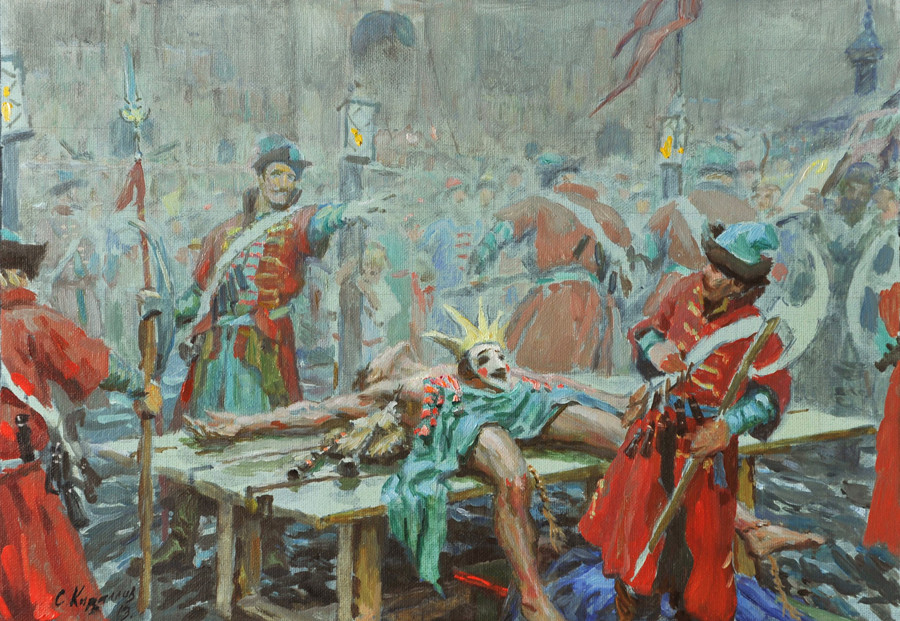
«Смутное время. Лжедмитрий». Эскиз к картине. 2013. Х.м. 33×47